# Ampa Kolak
Ampa Kolak is een bestuurslaag in het regentschap Gayo Lues van de provincie Atjeh, Indonesië. Ampa Kolak telt 289 inwoners (volkstelling 2010).